# Naturns
Naturns (italià Naturno) és un municipi italià, dins de la província autònoma de Tirol del Sud. És un dels municipis del districte de Burggrafenamt. L'any 2007 tenia 5.148 habitants. Comprèn les fraccions de Staben (Stava) i Tabland (Tablà) Limita amb els municipis de Kastelbell-Tschars (Castelbello-Ciardes), Algund (Lagundo), Lana, Partschins (Parcines), Plaus, St. Pankraz (S. Pacrazio), Schnals (Senales), i Ulten (Ultimo).

## Situació lingüística
| Pertinença lingüística (cens 2001) | 97,07% alemany |
| Pertinença lingüística (cens 2001) | 2,89% italià   |
| Pertinença lingüística (cens 2001) | 0,04% ladí     |

## Administració

Territori comunal

| Període | Identitat         | Partit |
| ------- | ----------------- | ------ |
| 2004-   | Andreas Heidegger | SVP    |